# او-۱۸۱
زیردریایی یو-۱۸۱ (به انگلیسی: German submarine U-181) یک زیردریایی بود که طول آن ۸۷٫۵۸ متر (۲۸۷٫۳ فوت) بود. این زیردریایی در سال ۱۹۴۱ ساخته شد.